# Hope Powell
Hope Powell, CBE (* 8. Dezember 1966 in Lewisham) ist eine ehemalige englische Fußballspielerin und heutige -trainerin. Von 1978 bis 1998 war sie als Spielerin in zwanzig Jahren für drei Londoner Vereine aus Millwall, Fulham und Croydon bzw. Bromley aktiv und erreichte mit diesen insgesamt viermal das Finale des FA Women’s Cups, den sie neben einer Englischen Meisterschaft zweimal gewann. Bei den Millwall Lionesses wurde Powell Rekordtorschützin. Ab 1983 spielte sie auch für die Nationalmannschaft, mit der sie an zwei Europameisterschaften und einer Weltmeisterschaft teilnahm und 1984 Vizeeuropameisterin wurde.
Powell wurde umgehend nach ihrem Karriereende von 1998 bis 2013 Trainerin der englischen Nationalmannschaft und führte diese zu vier Europameisterschaften sowie zwei Weltmeisterschaften. Ihr größter Erfolg war die Vizeeuropameisterschaft 2009. 2012 betreute sie außerdem die britische Nationalmannschaft für die Olympischen Spiele in London. Powell ist eine qualifizierte A-Lizenz-Trainerin und wurde 2003 die erste Frau, die die UEFA Pro-Lizenz erhielt.

## Karriere
Als Spielerin machte Powell 66 Spiele für England, vor allem als Mittelfeldspielerin; dabei erzielte sie 35 Tore. Sie hatte ihr Debüt im Alter von 16 Jahren und gehörte zum WM Aufgebot der Englischen Mannschaft für die FIFA-Weltmeisterschaft der Frauen 1995. Sie war auch Vize-Kapitän ihres Landes. Auf Vereinsebene spielte sie elf Jahre für den Londoner Verein Millwall Lionesses und gewann dort 1991 den FA Women’s Cup; dazwischen war sie zwei Jahre für die Friends of Fulham aktiv gewesen.
Obwohl die Lionesses sich zudem für die erste Spielzeit der FA Women’s Premier League National Division qualifiziert hatten, zerstreute sich die Siegermannschaft nach dem Triumph und Powell begründete stattdessen mit einigen Mitspielerinnen den neuen unterklassigen Verein Bromley Borough im Londoner Vorort Bromley, mit dem sie in nur drei Jahren bis in die Erstklassigkeit aufstiegen. 1994 wurde der Verein vor seiner ersten Spielzeit in der Premier League durch eine Kooperation mit dem Londoner Verein Croydon FC nach Croydon verortet und umbenannt. 1996 holte sie als Kapitän von Croydon, das später (nach ihrer Karriere) wiederum zu Charlton Athletic wechseln sollte, das Double und gewann Meisterschaft und FA Women’s Cup. Zwei Jahre später beendete sie 1998 ihre Spielerlaufbahn.

### Trainerkarriere
Hope Powell wurde im Jahre 1998 die erste Vollzeit-Nationaltrainerin und führte England zur Fußball-Europameisterschaft der Frauen 2001 sowie zur Fußball-Europameisterschaft der Frauen 2005. Sie qualifizierte sich mit ihrer Mannschaft für die WM-Endrunden 2007 und 2011, wo sie es jeweils bis ins Viertelfinale brachte. Sie hatte nicht nur die Verantwortung für die englische Fußballnationalmannschaft der Frauen, sie überwachte auch das gesamte Set-up von den U-15 bis zu den U-21, ein Trainer-System und die FA’s National Player Development Center an der Universität Loughborough. Bei den Olympischen Spielen 2012 in London, bei denen das Gastgeberland automatisch qualifiziert war, betreute sie das aus englischen und schottischen Spielerinnen bestehende Team GB, das im Viertelfinale ausschied. Nach einem enttäuschenden Abschneiden der von ihr betreuten Mannschaft bei der Europameisterschaft 2013 wurde Powell nach 15 Jahren am 20. August 2013 von der englischen Football Association entlassen. Insgesamt betreute sie 162-mal die englische Frauen-Nationalmannschaft und wird nur von Leonardo Cuéllar, der 173-mal die mexikanische Frauen-Nationalmannschaft betreute (Stand: 15. Februar 2014), und Sepp Herberger übertroffen, der 167-mal die deutsche Männer-Nationalmannschaft betreute. Hinzu kamen fünf Spiele der britischen Fußballnationalmannschaft der Frauen (siehe auch: Liste der Fußball-Nationaltrainer mit mindestens 100 Länderspielen).
Im Jahre 2002 wurde Powell mit dem OBE und 2010 mit dem CBE ausgezeichnet, und im Jahre 2003 wurde sie in die englische Fußball Hall of Fame aufgenommen.
Im April 2007 betreute sie zusammen mit der Deutschen Tina Theune-Meyer die „FIFA Women’s World Stars“ gegen die Chinesische Fußballnationalmannschaft der Frauen aus Anlass der Gruppen-Auslosung für die WM 2007.

## Erfolge
als Spielerin
- Vizeeuropameisterin: 1984
- Englische Meisterschaft: 1996
- FA Women’s Cup: 1991, 1996, Finalistin 1989, 1998
- FA Women’s Premier League Cup: Finalistin 1998
- Meisterschaft der Southern Division und Aufstieg in die National Division: 1994

als Trainerin
- Vizeeuropameisterin: 2009
- Zypern-Cup: 2009, 2013